# ミッテン府中
ミッテン府中 (ミッテンふちゅう、MitteN Fuchu) は、東京都府中市に所在するショッピングセンター。ノジマが運営する。2021年5月20日から段階的に開業し、同年6月25日にグランドオープンした。
府中駅前に建設された再開発ビル「フォレストサイドビル」高層階部分の核テナントとして営業していた伊勢丹府中店の閉店後、その跡地に開業した。ミッテン府中の開業後は、同じフォレストサイドビルで従来から営業している専門店街「フォーリス」と一体的に「ミッテン府中・専門店街フォーリス」として営業している。

## 概要
府中市が主導する府中駅南口第二地区市街地再開発事業のB地区（第二地区）に位置するフォレストサイドビル（商業棟）は、建設に約2年3か月の期間をかけて同再開発事業で最初に竣工。1996年（平成8年）4月3日、専門店街フォーリスと伊勢丹府中店が同時開業したのち、伊勢丹府中店部分が2019年9月30日をもって閉店した跡地に開業した。
名称の「ミッテン (Mitten)」は、ドイツ語で「真ん中」「中心地」を意味する語であり、武蔵国の国府が府中に置かれていたことに由来する。ノジマはプレスリリースで「人と街が交錯する賑わいの中心地、多世代が交わるターミナル、府中の中と外を結ぶプラットホームとなることを目指してネーミングした」と述べている。
ロゴマークは「MitteN」の文字の上に、アルファベットのMとNを組み合わせ、頭文字のMと、新しい商業施設を表すNew/Neu（ドイツ語）、NojimaのNを用い、赤と青のカラーで2文字を交錯させ「人と街が交わる賑わいの中心地」を表した。
開業については、新型コロナウイルス感染症による緊急事態宣言の発出により、段階的なオープンを行った。2021年5月20日に5階のノジマのみテストオープン、5階のノジマミッテン府中店のみ先行開業。予定より30分早い9時30分に開店するほどの人がいたという。当初は2021年5月28日にグランドオープンする予定だったが、緊急事態宣言の延長により6月まで延期された。その後、6月25日にグランドオープンした。また新型コロナウイルス感染症の影響により、9階のレストランフロアは2021年秋のオープン予定とされた。

## 歴史

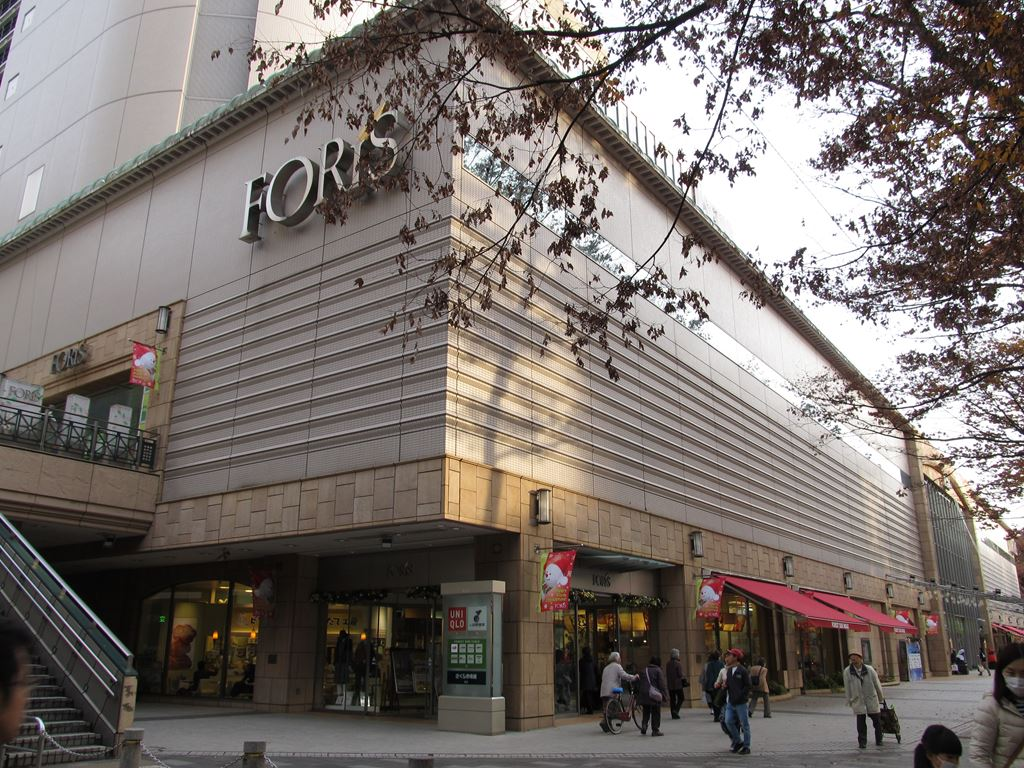
同じフォレストサイドビルの専門店街「フォーリス」

### 沿革
- 1996年（平成8年）4月3日 - フォレストサイドビルの核テナントとして伊勢丹府中店が開業。
- 2019年（令和元年）
  - 7月17日 - 閉店セール「伊勢丹府中店ファイナルフェスタ」を開催。
  - 9月30日 - 伊勢丹府中店が閉店。
- 2021年（令和3年）
  - 5月20日 - ミッテン府中が開業、第1弾テストオープン[13]。ノジマミッテン府中店が先行開店[14]。
  - 5月25日 - ミッテン府中、第2弾オープン[15]。
  - 5月28日 - ミッテン府中、第3弾プレオープン[16]。
  - 6月25日 - ミッテン府中、グランドオープン[1]。

### 開業までの経緯

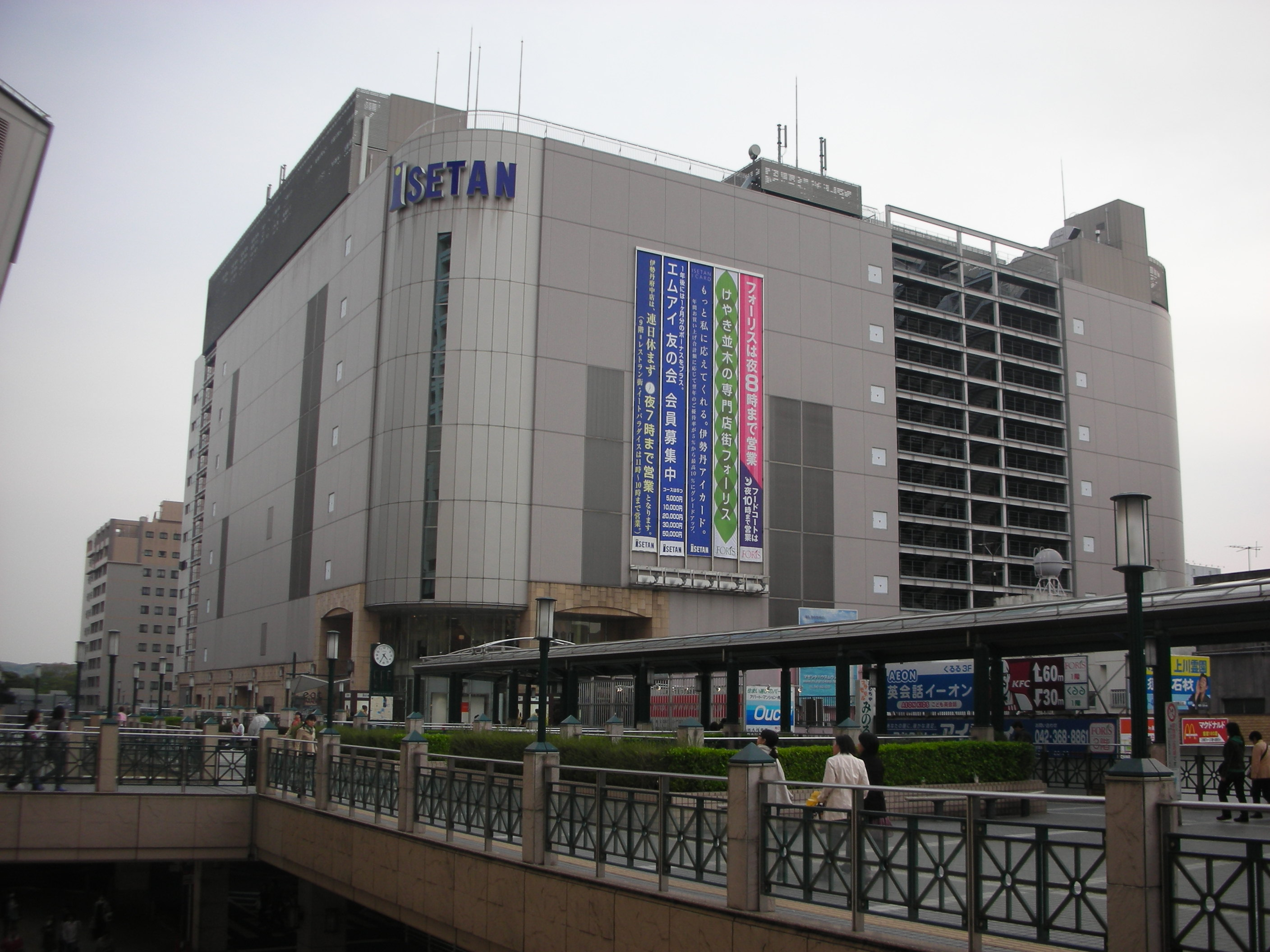
ミッテン府中開業前に営業していた伊勢丹府中店

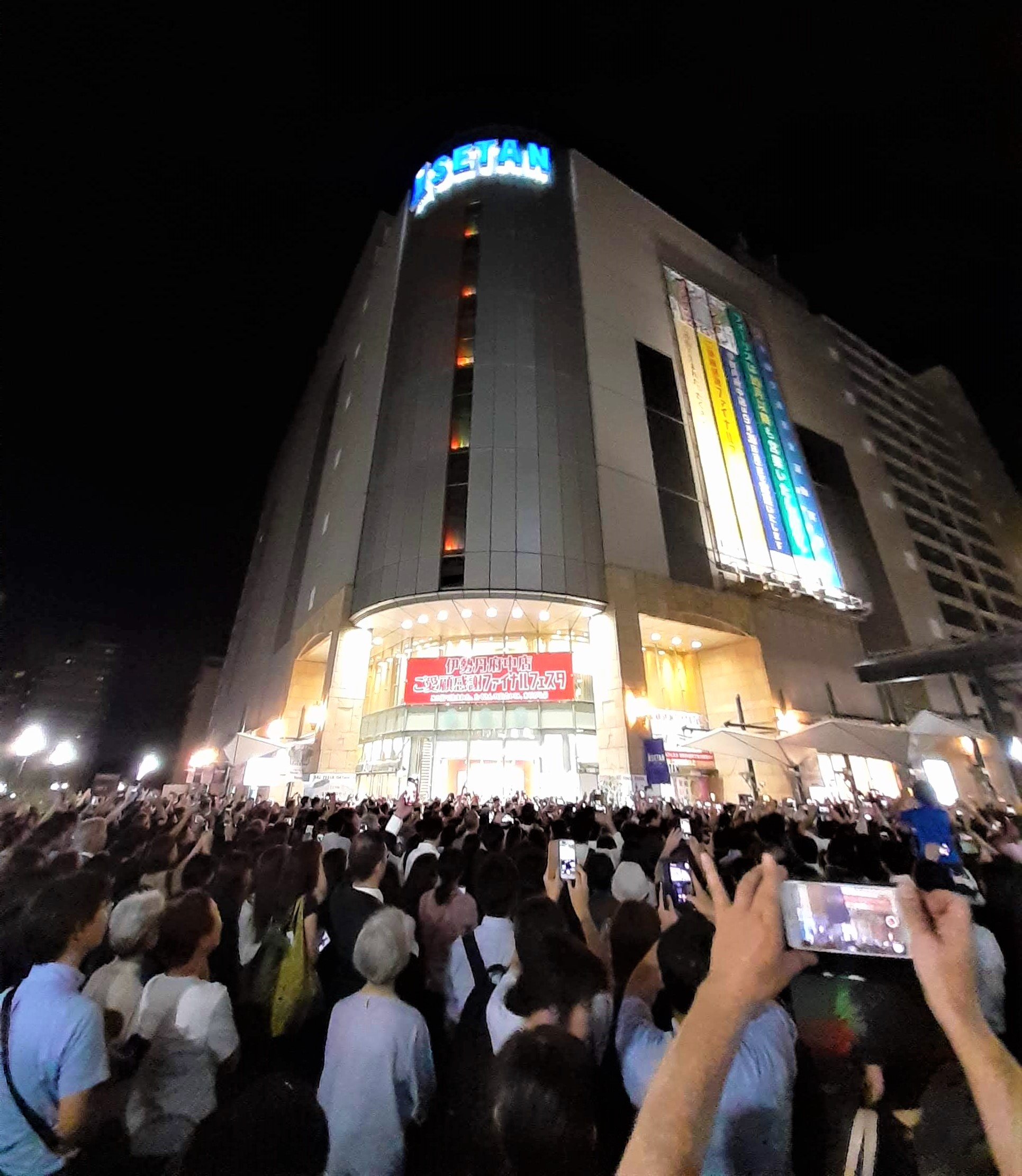
伊勢丹府中店 閉店の瞬間（2019年9月30日）

2020年6月25日、ノジマがビル運営会社である株式会社フォルマから、2019年9月30日をもって閉店した旧伊勢丹府中店の床部分を一括して借り受け、自社旗艦店と複数の専門店テナントを誘致して、2021年春から夏を目処にショッピングセンターを出店する方針を明らかにした。また同日、野島廣司が府中市を訪問し、高野律雄市長とフォルマ社長に対し出店計画について説明した。
ノジマが一括して商業床部分を借り受け、自社旗艦店を出店するとともに、他のテナントにリーシングする形で複合施設として展開する。テナントはノジマ旗艦店をはじめ、ヤオコー、食料品物販、飲食店、コーナン、北野エース、ニトリ、ウエルシアなど、70店舗から100店舗を想定。ファミリー層をターゲットに、家電量販店など府中駅前に少ない業種の出店を計画する。また府中駅周辺の歴史ある街並みと調和した内外装デザインやカフェテラスの建設、隣接する「フォーリス」とタイアップした販促企画なども検討している。
ノジマはショッピングモール「ノジマモール」を運営しており、ショッピングセンター運営のノウハウを有することからテナントに選定された。ノジマモールの店舗は2021年2月現在、横須賀の1店舗のみである。
なお府中市内の大型家電量販店は、府中インテリジェントパークのケーズデンキ府中本店、府中ショッピングスクエア（サミット・コルモピア府中西原店）のYAMADA New web.com府中店、府中四谷ショッピングセンター（西友府中四谷店・コーナン府中四谷店）のノジマ府中四谷店があるが、いずれも鉄道駅からは離れており、自家用車または府中駅や中河原駅から路線バス（京王バス、ちゅうバス）に乗車する必要がある。また、近隣の聖蹟桜ヶ丘駅（京王聖蹟桜ヶ丘ショッピングセンター）や調布駅（トリエ京王調布）には競合となるビックカメラが出店しており、府中駅周辺は家電量販店の空白地区となっていた。
2021年2月17日、ノジマは新施設の名称を「ミッテン府中（MitteN府中）」に決定したと発表。同時にフロア構成についても発表されたが、同日時点では自社旗艦店以外の具体的なテナント名は発表されていなかった。なおテナント候補として、2020年6月の発表にはなかったホームセンターが追加された。また、同施設の公式ウェブサイトも開設された。

## 交通アクセス
- 府中駅 徒歩1分[26]
- 府中本町駅 徒歩5分[26]